# Metroidvania
Metroidvania je podžánrem akčních dobrodružných videoher. Vznikl složením z názvů herních sérií Metroid a Castlevania. Hry žánru Metroidvania používají herní design a mechanismy, které jsou podobné hrám z těchto dvou sérií. Pojem je konkrétně odvozen z názvu Castlevania, titulu Castlevania: Symphony of the Night, a z mnoha dalších her tohoto stylu, které vznikly po tomto titulu a které obsahují určité aspekty hry, srovnatelné s herní sérií Metroid. Termín jako takový je používán k popsání konceptu herní hratelnosti a koncepce podobných titulům z těchto dvou sérií.
Hry typu Metroidvania se vyznačují velkou, propojenou mapou světa, kterou může hráč prozkoumat, ovšem přístup do určitých částí světa je často omezen dveřmi nebo jinými překážkami, které mohou být překonány jen pokud hráč ve hře získal speciální předměty, nástroje, zbraně nebo schopnosti. Získání takových vylepšení může také pomoci hráči porazit složitější nepřátele a lokalizovat zkratky a tajné oblasti, a často zahrnuje vracení se do různých částí mapy. Díky tomu se hry typu Metroidvania zaměřují na integraci příběhu a design různých částí světa, pečlivý design úrovní a ovládání postavy, který má podpořit chuť prozkoumávat a experimentovat, aby si hráč více oblíbil svou herní postavu. Metroidvania hry jsou obvykle sidescrolling plošinovky, ale mohou zahrnovat jiné žánry. Ačkoli se žánr popularizoval během časných dob konzolí, obnoven byl začátkem roku 2000 kvůli množství kriticky vychvalovaných nezávisle vyvinutých her.

## Historie
Ačkoliv Metroid (1986, NES) nebyla první hra svého druhu (například Below the Root vyšel už v roce 1984 a Brain Breaker roku 1985), je obecně považována za nejvlivnější hru v žánru metroidvania. Cílem společnosti Nintendo bylo vytvořit nelineární adventuru, která by se odlišovala od ostatních her v té době tím, že by po hráči vyžadovala vracet se po svých stopách a současně mu poskytla trvalá vylepšení (tzv. power-upy), na rozdíl od jiných adventur nabízejících jen dočasná vylepšení. Série byla populární a budoucí tituly zdokonalily přístup k průzkumu a zároveň přidaly více příběhových prvků. Příkladem je hra Super Metroid (1994, SNES), v níž se objevila řada rozmanitých lokací a přibylo mnoho tajemství, jež hráči mohli objevit a která jim umožnila najít způsoby, jak nabourat očekávaný průchod hrou, který designéři navrhli, což ze Super Metroid udělalo oblíbený titul mezi speedrunnery. Zpětně je však hra stále považována za příklad kvalitně zpracované nelineární plošinovky.

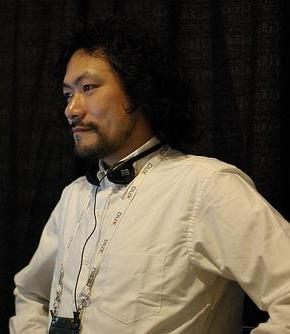
Kódži Igaraši se zasloužil o vytvoření definičních znaků žánru metroidvania

Mezitím získávala na popularitě gotická hororová série plošinovek Castlevania. Původní Castlevania (1986, NES) obsahovala oddělené úrovně, které hráč postupně procházel. Byla následována hrami Vampire Killer (1986, MSX) a Castlevania II: Simon's Quest (1987, NES), jež experimentovaly s nelineárním dobrodružným stylem hraní předtím, než se série vrátila k lineárnějšímu stylu původní Castlevanie. Vedoucí série Kódži Igaraši zjistil, že jak pokračovali v tvorbě pokračování, aby uspokojili fanoušky série, zkušení hráči probíhali úrovněmi velmi rychle, zatímco nováčci s některými zápasili. V pokusu o vytvoření titulu, jenž by byl více ceněn napříč úrovněmi hry a prodloužil dobu jejího hraní, se Igaraši a další členové jeho týmu při vývoji hry Castlevania: Symphony of the Night (1997, PlayStation) inspirovali nápady používanými v sérii The Legend of Zelda. Jednalo se například o rozsáhlý otevřený svět k prozkoumávání a nutnost získat klíčové předměty pro vstup do určitých oblastí, což jsou prvky, které se již objevily v nelineárních plošinovkách, jako je Super Metroid. Symphony of the Night se však od předchozích nelineárních plošinovek odlišovala začleněním prvků z žánru konzolových her na hrdiny a možností hráče zlepšovat vlastnosti své postavy prostřednictvím systému zkušeností. Změny se u hráčů osvědčily a většina následujících her v sérii následovala tento vzorec. S vydáním titulů Super Metroid a Castlevania: Symphony of the Night byl představen vzorec, jenž se stal základem toho, co se dnes považuje za hry žánru metroidvania. Castlevania: Symfony of the Night se časem stala kriticky i finančně úspěšnou a ukázala tak, že hráči touží po hrách ve stylu metroidvanie.
Koncept metroidvanií se začal stávat atraktivnějším, když hry ve stejném stylu začaly vyvíjet i další strany. Hru Cave Story (2004, Microsoft Windows) vytvořil Daisuke Amaja jako poctu Metroidu a dalším klasickým hrám. Byla chválena kritiky a ukázala, co všechno dokáže jeden člověk; jinak pohlédla na tituly Castlevanie a Metroidu a oživila žánr 2D plošinovek v podobě životaschopného formátu nezávislých her. Titul Shadow Complex (2009, Xbox 360) od společnosti Chair Entertainment byl vyvinut na základě předpokladu, že byl Super Metroid „vrcholem 2D herního designu“. Obdržel pozitivní recenze a stal se jedním z nejprodávanějších stahovatelných titulů ve službě XBLA pro konzoli Xbox 360. Díky těmto hrám se žánr metroidvanie začal prosazovat v rámci vydavatelství i vývoje nezávislých her. Guacamelee! (2013) od Drinkbox Studios, Ori and the Blind Forest (2015) od Moon Studios  a Hollow Knight (2017) od Team Cherry jsou příklady moderních nezávislých metroidvanií, jež dosáhly uznání kritiků.
Ačkoli se slovo „metroidvania“ v současnosti běžně používá pro označení her tohoto žánru nebo her, které obsahují prvky tohoto žánru, jeho původ je nejasný. Igaraši uvedl, že slovní spojení nevymyslel, ale je vděčný za jeho vynalezení. Dále poznamenal, že u titulu Symphony of the Night bylo cílem přiblížit se k průzkumu shora dolů ve stylu Zeldy. Vzhledem k tomu, že je titul viděn z boku, byl přirovnáván spíše k Metroidu, což je dle Igarašiho důvod, proč vznikla tato splynulina. Pro označení tohoto žánru se někdy používá i podobná splynulina „castleroid“. Herní novinář Jeremy Parish, jenž spravuje stránky Metroidvania.com, které se snaží katalogizovat všechny známé metroidvanie, uznává, že termín pomohl zpopularizovat, ale naučil se ho od svého bývalého kolegy ze stránek 1UP.com Scotta Sharkeyho. Ten jej používal pro označení her ze série Castlevania, jež přejímaly některé prvky ze série Metroid.

## Koncepce hratelnosti

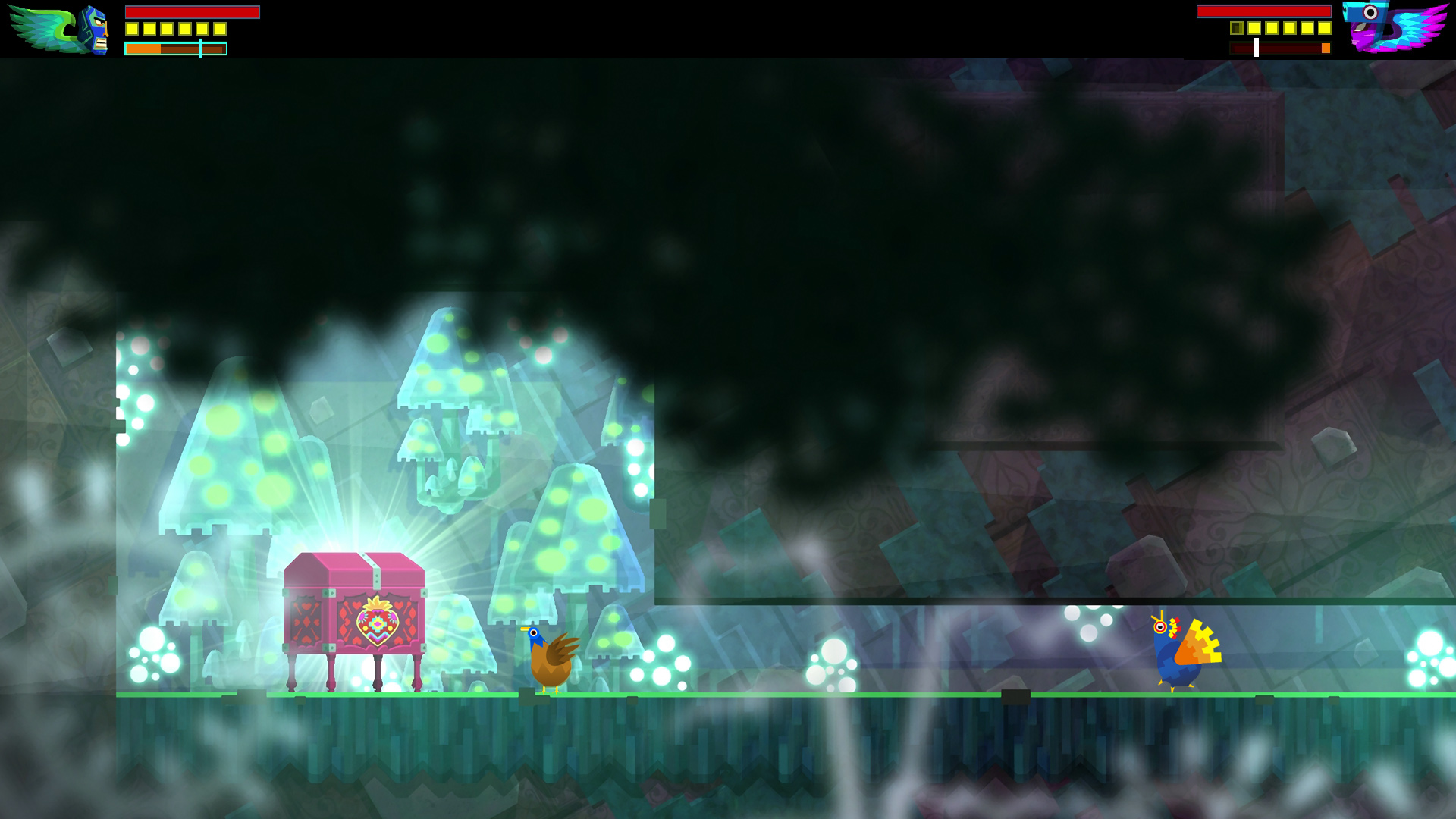
Ve hře Guacamelee! získá hráč schopnost umožňující dočasně proměnit svou lidskou postavu v kuře, což mu umožní procházet chodbami s nízkou výškou a objevovat tajemství

Termín „metroidvania“ se nejčastěji používá pro označení plošinovky, jež obsahuje velkou vzájemně propojenou mapu se samostatnými místnostmi nebo sekcemi. Ne všechny oblasti mapy jsou na začátku dostupné, často je potřeba, aby hráč získal určitý předmět (například zbraň nebo klíč) nebo novou schopnost, která odstraní překážku blokující vstup do oblasti. Mnohdy je tento předmět chráněn bossem, jenž hráči poskytuje v průběhu hry výzvu. Mapy jsou nelineární a často vyžadují, aby je hráč prošel vícekrát. Slabší příšery obývají ostatní místnosti v úrovni a znovu se objeví, když hráč tyto oblasti opět navštíví; příšery mohou být hráčem často poraženy, aby získal zdraví, munici nebo zkušenostní body.
Větší hry obecně obsahují body pro ukládání, stejně jako schopnost přesunout hráče rychle mezi určitými body na vzdálenějších stranách mapy, čímž se eliminuje zdlouhavé vracení se na tato místa v pozdějších částech hry. Přístup k novým schopnostem také umožňuje otevřít zkratky, které zkracují čas cesty a objevit tajemství, která pomáhají zlepšit schopnosti hráčovy postavy. Například získání přístupu k dvojitému skoku nebo odrážení se od stěn může hráčům poskytnout větší mobilitu, zatímco získání schopnosti přeměnit se na menší objekt může umožnit hráči proklouznout úzkými chodbami. Žánr jako takový se zaměřuje na zkoumání rozsáhlé mapy světa a postupné zlepšování schopností hráče v průběhu času. Metroidvania hry jsou někdy označovány jako "platformové dobrodružné hry" právě kvůli tomuto.
Metroidvania je obecně spojována s herními úrovněmi/mapami, které jsou vytvořeny jako dvourozměrné side-scrollery, přičemž postava hráče se může pohybovat vlevo, vpravo, nahoru a dolů. Tyto hry jsou obvykle vykresleny pomocí dvourozměrné grafiky, ale mohou obsahovat hry s 2,5D zobrazením pomocí 3D grafických nástrojů, kdy omezují pohyb hráče na dva rozměry, jako například výše zmíněný titul Shadow Complex. Koncepty průzkumu a vývoje charakteru Metroidvania her mohou být použity v jiných žánrech, i když tyto hry nejsou typicky zařazeny do kategorie Metroidvania. Například trilogie Metroid Prime je dobrodružná hra z prvního pohledu, které staví na stejném stylu hry jako Metroid. Dark Souls je akční RPG hra, která se volně zařazuje do žánru Metroidvania s tzv. "softlocks" - překážkami ve formě bossů, které je obtížné, ale ne nemožné, porazit, když hráč začíná, a je mnohem jednodušší je porazit se zvýšenými zkušenostmi a schopnostmi. Akční third-person série Batman: Arkham používá také podobné prvky jako Metroidvania, přičemž Batman shromažďuje nové gadgety pro přístup k novým oblastem. V roce 2017 byla vyvinuta hra Prey jako simulace z pohledu první osoby, ale kvůli použití designování úrovní ve stylu Metroidvania her vyžaduje, aby hráč několikrát prošel prostředím, aby získal další nástroje a schopnosti.
Igarashi popsal, co považoval za klíčové prvky žánru. Patří mezi ně návrhy na mapy, které povzbuzují průzkum, ale které stále vedou hráče po hlavní cestě skrze hru a poskytují prostředky, aby hráč kdykoli věděl, kde se v herním světě nachází. Toho lze dosáhnout pomocí grafických motivů skrze herní svět, vizuálně unikátních milníků v klíčovém bodě hry, náhledy zobrazujících stav mapy a hráče a způsoby rychlého přesouvání se po mapě. Russ Frushtick z Polygonu vypozoroval, že mnoho moderních roguelike her nejen sdílí tyto vlastnosti, ale také prostředky k vyprávění prostřednictvím prostředí světa, aniž by se nutně spoléhalo na dodatečné scény nebo dialog.

## Analýza
Popularita žánru Metroidvania je připisována jednoduchosti, s jakou se plošinové hry dají naučit a zvládnout, a zároveň dávají hráčovi postavu, kterou si může v průběhu hry oblíbit. Mnoho vývojářů nezávislých Metroidvania titulů uvedlo průzkum jako hlavní prvek žánru, který přitahuje hráče, pracuje s přirozeným lidským instinktem prozkoumávat, a dává hráčům pocit objevu a sebeovládání během hry. Donald Mustard z Chair Entertainment, tvůrce Shadow Complex, uvedl, že dobrá Metroidvania zvládne dovést hráče k nečekaným zjištěním, které jim umožňují pokračovat ve hře, popisující příklad římsy, která je zpočátku příliš vysoká na to, aby na ni hráč dosáhl, ale jak hráč získá určité schopnost, zjistí, že se může dostat na římsu i bez nich.
Pro vývojáře žánr Metroidvania poskytuje mnohé výhody. Podporuje těsné propojení mezi designem úrovní a příběhem hry, což může dát vývojářům příležitost vytvořit pro hráče působivý svět. Design úrovní těchto her může být náročný, aby se vývojář ujistil, že je výzva pro hráče spravedlivá a příjemná a dosažení tohoto cíle lze považovat za znamení úspěchu pro vývojáře. Thomas Mahler z Moon Studios, který vyvinul hru Ori and the Blind Forest, řekl, že je důležité navrhnout soudržný svět s nezapomenutelným uspořádáním pro žánr Metroidvania, protože "hráči, pamatující si úrovně, jsou součástí základního designu".